# Kate Gilmore
Kate Gilmore es una activista de derechos humanos australiana y Alta Comisionada Adjunta para los Derechos Humanos de las Naciones Unidas.

## Educación
Gilmore se licenció en Filosofía y Letras por la Universidad de Nueva Inglaterra y en trabajo social por la Universidad de Melbourne. También cursó estudios de posgrado en trabajo social y desarrollo comunitario en Australia.

## Carrera
Gilmore ocupó diversos cargos en el sector público y en ONG. Entre 1992 y 1993, fue directora general del Servicio de Salud Comunitaria de Broadmeadows ), y entre 1993 y 1996 directora de atención comunitaria del Hospital Real de Mujeres de Melbourne, donde creó el primer Centro contra la Agresión Sexual de Australia y ayudó a establecer la Fundación Victoriana para Supervivientes de la Tortura (Foundation House). Para Amnistía Internacional fue directora nacional de Australia entre 1996 y 2000, y vicesecretaria general ejecutiva de la organización entre 2000 y 2010.
En las Naciones Unidas, Gilmore fue nombrada subsecretaria general y directora ejecutiva adjunta (programa) del Fondo de Población de las Naciones Unidas en 2012 y, Alta Comisionada adjunta para los Derechos Humanos en 2015. En este puesto rinde cuentas al Alto Comisionada. Gilmore se ha ocupado de asuntos relacionados con las violaciones de los derechos humanos en Irak y de ayudar al gobierno de este país.

## Otros roles
En 2019, Gilmore es copresidenta, junto con la princesa Sarah Zeid de Jordania, de Every Woman Every Child EveryWhere.